# Кенефік (Оклахома)
Кенефік (англ. Kenefic) — місто (англ. town) в США, в окрузі Браян штату Оклахома. Населення — 147 осіб (2020).

## Географія
Кенефік розташований за координатами 34°9′0″ пн. ш. 96°21′51″ зх. д. / 34.15000° пн. ш. 96.36417° зх. д. (34.150043, -96.364253).  За даними Бюро перепису населення США в 2010 році місто мало площу 2,53 км², уся площа — суходіл.

### Клімат
| Клімат : Кенефік      | Клімат : Кенефік | Клімат : Кенефік | Клімат : Кенефік | Клімат : Кенефік | Клімат : Кенефік | Клімат : Кенефік | Клімат : Кенефік | Клімат : Кенефік | Клімат : Кенефік | Клімат : Кенефік | Клімат : Кенефік | Клімат : Кенефік | Клімат : Кенефік |
| Показник              | Січ.             | Лют.             | Бер.             | Квіт.            | Трав.            | Черв.            | Лип.             | Серп.            | Вер.             | Жовт.            | Лист.            | Груд.            | Рік              |
| Середній максимум, °C | 10,1             | 13,0             | 18,0             | 23,2             | 27,0             | 31,3             | 34,4             | 34,2             | 29,7             | 24,4             | 17,6             | 12,2             | 22,9             |
| Середній мінімум, °C  | −3,2             | −0,2             | 4,5              | 10,3             | 14,9             | 19,3             | 21,5             | 20,8             | 16,8             | 10,4             | 4,5              | −0,8             | 9,9              |
| Норма опадів, мм      | 51               | 66               | 94               | 107              | 142              | 117              | 58               | 66               | 137              | 107              | 79               | 56               | 1082             |
| --------------------- | ---------------- | ---------------- | ---------------- | ---------------- | ---------------- | ---------------- | ---------------- | ---------------- | ---------------- | ---------------- | ---------------- | ---------------- | ---------------- |
| Джерело: weather.com  |                  |                  |                  |                  |                  |                  |                  |                  |                  |                  |                  |                  |                  |

## Демографія
Згідно з переписом 2010 року, у місті мешкало 196 осіб у 66 домогосподарствах у складі 44 родин. Густота населення становила 77 осіб/км².  Було 76 помешкань (30/км²).
Расовий склад населення:
| - 72,4 % — білих - 14,3 % — корінних американців - 0,5 % — азіатів |

До двох чи більше рас належало 12,2 %. Частка іспаномовних становила 5,6 % від усіх жителів.
За віковим діапазоном населення розподілялося таким чином: 37,2 % — особи молодші 18 років, 51,1 % — особи у віці 18—64 років, 11,7 % — особи у віці 65 років та старші. Медіана віку мешканця становила 29,4 року. На 100 осіб жіночої статі у місті припадало 108,5 чоловіків;  на 100 жінок у віці від 18 років та старших — 112,1 чоловіків також старших 18 років.
Середній дохід на одне домашнє господарство  становив 43 507 доларів США (медіана — 31 250), а середній дохід на одну сім'ю — 50 259 доларів (медіана — 42 500). Медіана доходів становила 41 250 доларів для чоловіків та 25 208 доларів для жінок. За межею бідності перебувало 16,6 % осіб, у тому числі 20,5 % дітей у віці до 18 років та 11,8 % осіб у віці 65 років та старших.
Цивільне працевлаштоване населення становило 64 особи. Основні галузі зайнятості: виробництво — 18,8 %, роздрібна торгівля — 14,1 %, освіта, охорона здоров'я та соціальна допомога — 14,1 %.